# Cody Kearsley
Cody Kearsley (Kelowna, 10 marzo 1991) è un attore e produttore cinematografico canadese.

## Biografia
Cody Kearsley è nato il 10 marzo 1991 a Kelowna, nella Columbia Britannica. È appassionato di recitazione fin da quando era piccolo ed ha iniziato a praticarla mentre frequentava la South Okanagan Secondary School.
Nel 2016, ha co-scritto e ha recitato nel cortometraggio Borealis, diretto da Shane Brar.
Nel 2017, interpreta Hawkeye nel film Power Rangers. Sempre nello stesso anno, recita in tutti gli episodi della serie Spiral ed entra nel cast della serie Riverdale, nella quale interpreta Marmaduke "Moose" Mason. Successivamente recita nella serie TV Daybreak, dove interpreta Turbo Bro Jock. L'anno seguente recita con Bruce Willis e Rachel Nichols, nel film Breach - Incubo nello spazio.
Nel 2022, recita nel film River Road e nella miniserie TV Shadow of the Rougarou.

## Filmografia

### Attore

#### Cinema
- Power Rangers, regia di Dean Israelite (2017)
- Breach - Incubo nello spazio (Breach), regia di John Suits (2020)
- River Road, regia di Rob Willey (2022)
- Detective Knight - Fine dei giochi (Detective Knight: Rogue), regia di Edward Drake (2022)

#### Televisione
- Spiral - serie TV, 7 episodi (2017)
- Riverdale - serie TV, 35 episodi (2017-2022)
- IZombie - serie TV, episodio 5x03 (2019)
- Daybreak - serie TV, 10 episodi (2019)
- Guilty Party - serie TV, 6 episodi (2021)
- Shadow of the Rougarou - miniserie TV, 5 episodi (2022)

#### Cortometraggi
- Borealis, regia di Shane Brar (2016)
- Gemini, regia di Mily Mumford (2018)
- Watershed, regia di Maxime Beauchamp (2020)
- Aging Out, regia di Breanne Williamson (2023)

### Produttore
- Three Little Pieces - serie TV, 3 episodi (2020)

### Sceneggiatore
- Borealis, regia di Shane Brar (2016)

## Riconoscimenti

### Leo Awards
2022 – Candidatura al miglior attore protagonista in un film per River Road

## Doppiatori italiani
Nelle versioni in italiano delle opere in cui ha recitato, Cody Kearsley è stata doppiato da:
- Federico Talocci in Riverdale
- Stefano Broccoletti in Power Rangers
- Omar Vitelli in Breach - Incubo nello spazio
- Luca Ghignone in Detective Knight - Giorni di fuoco